# Юний турист СРСР
Нагрудний значок «Юний турист» встановлений 15 квітня 1954 року постановою Бюро ЦК ВЛКСМ. Значком нагороджували піонерів 5-7-х класів, які виконали відповідні вимоги і мали:
- Навчитися орієнтуватися на місцевості по карті і без карти, з компасом і без компаса, по сонцю, по місцевим прикметам;
- Знати правила пересування по закритій місцевості з перешкодами (ярами, річками, озерами, болотами і т.п.);
- Бути знайомим з дорожніми і топографічними знаками, вміти читати сліди;
- Вміти одягатися, взуватися і споряджатися для походу в залежності від сезону, тривалості походу і способу пересування, навчитися долати природні перешкоди в дорозі (рови, струмки, річки, яри);
- Навчитися вибирати місце для привалу, обладнати його найпростішим укриттям для ночівлі, вміти розпалити багаття, приготувати їжу;
- Знати правила поведінки в поході, вміти надати першу медичну допомогу.

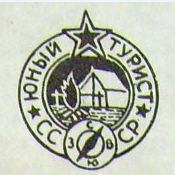
Зображення значка в Дитячій енциклопедії

До здачі нормативів на значок «Юний турист» допускалися хлопці та дівчата, які досягли 10 років. Для цього вони повинні були зробити чотири походи з одним нічлігом в польових умовах загальною протяжністю 48 км. Після цього рада дружини виносила відповідне рішення і видавала знаки та посвідчення.
Значки та посвідчення оформлювала станція юних туристів.
Покриття знаків: гаряча емаль. Кріплення знака: Шпилька.
Опис значка . На круглій металевій пластинці на блакитному фоні в центрі зображено намет, а перед ним - палаюче вогнище. Зверху текст: «Юный турист», зверху червона п'ятикононечна зірка,  в нижній частині - компас, по колу текст:«СССР» .  
Значок "Юний турист" носився на правій стороні грудей.